# Thryptomene johnsonii
Thryptomene johnsonii är en myrtenväxtart som beskrevs av Ferdinand von Mueller. Thryptomene johnsonii ingår i släktet Thryptomene och familjen myrtenväxter. Inga underarter finns listade i Catalogue of Life.